# Romeins theater van Mandeure
Het Romeinse theater van Mandeure is een antiek theater, dat bij de Franse plaats Mandeure ligt.
Op de plaats van het huidige Mandeure lag in de oudheid de Gallo-Romeinse stad Epomanduodurum, dat in de eerste eeuwen na Christus zijn bloeiperiode kende. Het theater werd in de eerste eeuw gebouwd. Het gebouw had een doorsnede van 142 meter en bood plaats aan ongeveer 14.000 toeschouwers. Daarmee was het het op een na grootste Romeinse theater op het huidige Franse grondgebied. Alleen het Romeinse theater van Autun was met een doorsnee 148 meter nog groter. Het theater van Mandeure week af van de standaard Romeinse theaters, omdat het geen vaste podiummuur had. De reden hiervoor wordt gezocht in de Romeinse tempel die tegenover het theater stond en waarschijnlijk veel gelovigen trok.
Bij het theater worden nog steeds opgravingen gehouden. Zo zijn direct naast het theater de funderingen zichtbaar van wat waarschijnlijk winkels waren. In 2007 is een archeologisch paviljoen geopend waar men informatie over de opgravingen kan krijgen.